# Oligoflexus tunisiensis
Espèce
Les bactéries de l'espèce Oligoflexus tunisiensis  sont des bactéries gram-négatives aérobies de l'ordre Oligoflexales de la classe Oligoflexia dans le phylum des Pseudomonadota.

## Description
L'espèce Oligoflexus tunisiensis est décrite en 2014 en même temps que son genre Oligoflexus dont elle est l'espèce type. Dans la même publication figure aussi la classe Oligoflexia, l'ordre Oligoflexales et la famille Oligoflexaceae. La souche Shr3, devenue souche type de l'espèce O. tunisiensis est isolée en Tunisie dans du sable prélevé à Matmata dans la partie occidentale du désert saharien. Les dimensions de ces bactéries sont d'environ 0,4 µM à 0,8 µM de large et plus de 10 µM de long.
L'espèce O. tunisiensis contient des bactéries aérobies à gram-négatif. Elles sont filamenteuses et fusiformes. Elles peuvent être spiralées comme les spirillum.
Isolées sur milieu de culture R2A, ces bactéries y forment des colonies circulaires à irrégulières de couleur jaune pâle.

## Taxonomie
Le nom correct complet (avec auteur) de ce taxon est Oligoflexus tunisiensis Nakai et al. 2014. Elle est l'espèce type de la famille Oligoflexaceae Nakai et al. 2014.

### Étymologie
L'étymologie de l'épithète de l'espèce Oligoflexus tunisiensis est la suivante : tu.ni.si.en’sis. N.L. masc./fem. adj. tunisiensis, appartenant à la Tunisie où l'espèce a été isolée,. Le nom de cette espèce a ensuite été publié dans la liste des notifications de l'IJSEM.

### Phylogénie
Lors de sa description, la famille Oligoflexaceae ne comprend que le genre Oligoflexus et l'espèce O. tunisiensis. Sur la base du séquençage de l'ARNr 16S, cette espèce forme un clade distinct des autres genres du phylum Pseudomonadota. Le groupe phylogénique le plus proche est formé autour de l'espèce candidate Spirobacillus cienkowskii.

## Publication originale
- (en) R Nakai, M Nishijima, N Tazato, Y Handa, F Karray, S Sayadi, H Isoda et T Naganuma, « Oligoflexus tunisiensis gen. nov., sp. nov., a Gram-negative, aerobic, filamentous bacterium of a novel proteobacterial lineage, and description of Oligoflexaceae fam. nov., Oligoflexales ord. nov. and Oligoflexia classis nov. », Int J Syst Evol Microbiol, vol. 64, no 10,‎ 1er octobre 2014, p. 3353-3359 (DOI 10.1099/ijs.0.060798-0)